# 賽里庫丘山
14°01′42″S 70°51′37″W / 14.02833°S 70.86028°W
賽里庫丘山（Sayrecucho），是秘魯的山峰，位於該國東南部庫斯科大區和卡拉瓦亞省，由切卡庫佩區和科拉尼區負責管轄，屬於韋爾卡努塔山脈的一部分，海拔高度約5,200米。